# Sarfraz Manzoor
Sarfraz Manzoor (en urdu: سرفراز منظور‎; nacido el 9 de junio de 1971) es un periodista, documentalista, locutor y guionista británico de origen paquistaní. Es colaborador habitual de The Guardian, presentador de documentales en BBC Radio 4 y comentarista cultural que aparece en programas como Newsnight Review y Saturday Review. Su primer libro, Greetings from Bury Park, se publicó en 2007.

## Primeros años y educación
Manzoor nació en Lyallpur (ahora Faisalabad), la segunda ciudad más grande de la provincia de Punjab y la tercera más grande de Pakistán. Emigró a Gran Bretaña en mayo de 1974 con su madre, su hermano mayor y su hermana para reunirse con su padre, Mohammed Manzoor, quien había dejado Pakistán en 1963 para buscar trabajo. Manzoor asistió a las escuelas infantil y primaria de Maidenhall en el distrito Bury Park de Luton. En el otoño de 1979, la familia de Manzoor se mudó al suburbio de Marsh Farm y asistió a la escuela primaria Wauluds y en el otoño de 1982 comenzó en la escuela secundaria Lea Manor. Después de completar los niveles A en el Luton Sixth Form College, Manzoor dejó Luton para estudiar Economía y Política en la Universidad de Mánchester. Tres días antes de que Manzoor cumpliera 24 años en 1995, murió su padre.

## Carrera
Manzoor trabajó durante seis años en Independent Television News, durante los cuales fue productor y reportero en Channel 4 News  entrevistando a figuras como Woody Allen, Brian Wilson, Sinéad O'Connor, Peter Gabriel, Don McCullin y Charlie Watts. Dejó Channel 4 News y se unió a Channel 4 como editor de adquisiciones adjunto antes de firmar un contrato con Bloomsbury Publishing para su primer libro.
Manzoor escribió el guion de The Great British Asian Invasion para Channel 4 y escribió y dirigió Death of a Porn Star para la misma cadena, que contó la trágica historia de la vida y muerte de Lolo Ferrari. Presentó un documental para Channel 4 en el Guardian Hay Book Festival de 2006, On the Way to Hay, en el que entrevistó a Monica Ali y Will Self.
En marzo de 2005, Manzoor escribió y presentó Luton Actually, un documental para la BBC Two. El programa, un retrato personal y afectuoso de su ciudad natal, presentaba a Manzoor siguiento el viaje de su familia desde Pakistán a Luton.
En 2007, publicó Greetings from Bury Park, unas memorias que detallan su vida creciendo en Luton y las dos cosas que influyeron más en su vida: la muerte de su padre en 1995 y la música, especialmente las letras, de Bruce Springsteen. Manzoor había admirado a los Estados Unidos y deseaba vivir allí, pero después de la experiencia de presenciar los atentados del 11 de septiembre de 2001, llegó a ver a Gran Bretaña como su verdadero hogar.
Manzoor ha escrito y presentado documentales para BBC Radio 4. Estos incluyen From Luton Streets to Jersey Shores, donde viajó a Nueva Jersey para examinar las conexiones entre la Nueva Jersey de Springsteen y la ciudad natal de Manzoor, Luton; Don't Call Me Asian, que examinó el aumento de indios y paquistaníes británicos que se definen a sí mismos por su religión y nacionalidad en lugar de simplemente como asiáticos británicos; A Class Apart, que exploró las consecuencias de las escuelas religiosas en la cohesión social; Taking the Cricket Test, que vio a Manzoor seguir al equipo de críquet de Pakistán a través de Inglaterra durante la serie de pruebas de 2006; un perfil documental de Little Richard, quien fue entrevistado; un programa sobre sitios web de matrimonios en agosto de 2009; Whatever Happened to the Working Class?, una serie de tres partes en febrero de 2009 y un programa que contó la historia del álbum Wonderwall Music de George Harrison en marzo de 2009.
Manzoor contribuyó con el artículo "White Girls" a la revista literaria trimestral Granta, número 112.
Manzoor ha escrito para Daily Mail, The Guardian, The Independent, New Statesman, The Observer, Prospect, The Spectator, Uncut, Marie Claire y The Times.

## Vida personal
En 2010, Manzoor se casó con Bridget, una patóloga del habla y del lenguaje, una unión que inicialmente desaprobaron su madre y sus hermanos porque ella era una mujer blanca no musulmana. La pareja tiene dos hijos.

## Obras
No ficción:
- Greetings from Bury Park, o Greetings from Bury Park: Race, Religion and Rock 'n' Roll (2007), ISBN 9780747577119, memorias
- They, o They: What Muslims and Non-Muslims Get Wrong About Each Other (2021), ISBN 9781472266835, sociedad

## Adaptaciones
- Blinded by the Light (2019), película dirigida por Gurinder Chadha, basada en el libro Greetings from Bury Park[20][21]